# 卡爾十三世
瑞典國王卡爾十三世（瑞典語：Karl XIII，1748年10月7日—1818年2月5日），1809年—1818年在位，即挪威國王卡爾二世（挪威語：Karl II，1814年—1818年在位）。他是瑞典國王阿道夫·弗雷德里克的次子，瑞典和挪威聯合王國的首任君主。

## 生平
卡爾王子出生後數天就封為海軍上將，1772年支持兄長瑞典國王古斯塔夫三世奪取議會權力，獲封為南曼蘭公爵。1788年，瑞典國王古斯塔夫三世為解決國內糾紛，對俄羅斯宣戰，卡爾帶領海軍，在霍格蘭戰役（1788年6月7日）和厄蘭島戰役（1789年7月26日）與俄軍交戰。1792年，瑞典國王古斯塔夫三世遇刺身亡，有傳言指他早就對刺殺古斯塔夫的計劃知情。瑞典國王古斯塔夫四世·阿道夫繼位後，南曼蘭公爵卡爾王子攝政，直至新國王成年。古斯塔夫四世·阿道夫對外用兵，但屢戰屢敗，使芬蘭和波美拉尼亞落入敵國之手。1809年瑞典國王古斯塔夫四世·阿道夫被將領軟禁，其後宣佈退位，議會隨即選舉卡爾王子為國王，是為瑞典國王卡爾十三世。
卡爾十三世和表妹霍爾斯坦-戈托普的夏洛特結婚，生有兩子，但都早夭。1810年1月，卡爾十三世將他的表弟挪威總督克里斯蒂安·奧古斯特立為王儲，但4個月後就中風死亡；卡爾十三世於是選了克里斯蒂安·奧古斯特的兄弟腓特烈‧克里斯蒂安擔任新王儲，瑞典國會在1810年8月8日通過。
卡爾十三世另立儲君之際，深感拿破崙對歐洲各國的影響力，於是派出大臣卡爾·奧托·莫爾奈前往法國告知拿破崙，但莫爾奈獨自行事，居然「奇貨可居」，邀請法國元帥貝爾納多特來瑞典擔任王儲，議會一開始大為驚訝，將莫爾奈以叛國罪拘捕，直到旅居瑞典的法國富商富尼爾（Jean-Antoine Fournier）出錢出力遊說議會，告知議員們，如果選舉一位法國將軍，可以改善與拿破崙的關係，議會最後選舉貝爾納多特為儲君；貝爾納多特來到瑞典後，獲卡爾十三世收為義子，改名「卡爾·約翰」。
1812年，卡爾·約翰王儲逐漸接掌軍政大權。卡爾十三世曾期望卡爾·約翰領兵，從俄羅斯手中收復芬蘭，但他沒有這樣做。他繼續攻打丹麥，使丹麥割讓挪威，並且打敗不願和瑞典合併的挪威。1814年莫斯公約後，挪威議會選出卡爾十三世登上挪威王位，是為挪威國王卡爾二世，創建了瑞典-挪威聯盟。
卡爾十三世於1818年2月5日晚上10時14分去世，但他早就在1811年3月17日病重時，就「把自己和王國交托給王儲」。卡爾·約翰繼任瑞典國王和挪威國王，稱卡爾十四世·約翰和卡爾三世·約翰。
卡爾十三世是瑞典共濟會會員，奉行瑞典禮儀，並創立了卡爾十三世騎士團。